# Xavi Lleonart
Xavier Lleonart Blanco né le 22 juin 1990 à Terrassa, est un joueur de hockey sur gazon espagnol. Il évolue au poste d'attaquant au Real Club de Polo et avec l'équipe nationale espagnole.
Il a participé aux Jeux olympiques d'été de 2012, 2016 et 2020,.

## Carrière

### Coupe du monde
- Top 8 : 2010, 2014
- Premier tour : 2018

### Championnat d'Europe
- : 2019
- Top 8 : 2013, 2015, 2017, 2021

### Jeux olympiques
- Top 8 : 2012, 2016, 2020